# ルイーズ・ド・ラ・ヴァリエール
ルイーズ・ド・ラ・ヴァリエール（フランス語: Louise de La Vallière, 1644年8月6日 - 1710年6月7日）は、フランスの貴族。フランス王ルイ14世の愛妾（公妾）となり、ラ・ヴァリエール女公爵（Duchesse de La Vallière）とヴォージュール女公爵（Duchesse de Vaujours）の称号を与えられた。

## 生涯

### 前半生
1644年、フランソワーズ・ルイーズ・ド・ラ・ボーム・ル・ブラン（Françoise Louise de La Baume Le Blanc）として、トゥールのラ・ヴァリエール荘園で生まれた。父ロランは士官で、母フランソワーズはパリ高等法院の監督官の未亡人であった。1651年に父が死ぬと、母はサン＝レミ侯爵ジャック・ド・クルタヴェルと3度目の結婚をし、ブロワにあるオルレアン公ガストンの宮廷へ出入りするようになった。
オルレアン公ガストンの死後、公爵夫人で未亡人マルグリットは娘たちを連れてパリのリュクサンブール宮殿へ移り住み、16歳のルイーズも同行した。

### ルイ14世との出会い

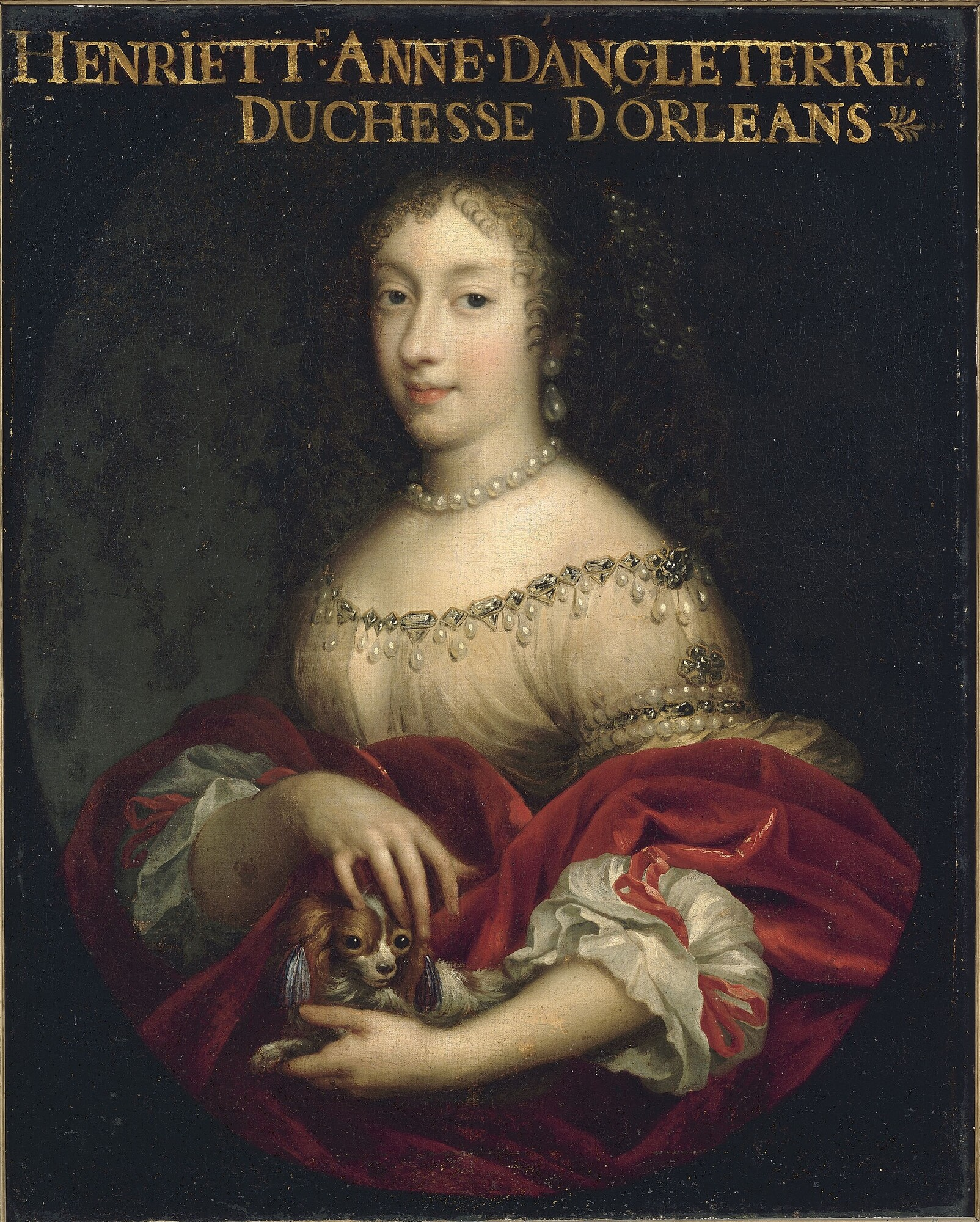
アンリエット・ダングルテール

遠縁のショワジー夫人の政治力によって、ルイーズはイングランドから輿入れしてきたヘンリエッタ・アン王女（王弟オルレアン公フィリップ1世と結婚。フランス語名アンリエット・ダングルテール）の女官に任命された。ルイーズと同い年のアンリエットはマダムと呼ばれ、若く非常に魅力的な女性で、1661年にフォンテーヌブローの宮廷にやってきた。アンリエットは義兄のルイ14世と親しい関係になり、このことがいくつかの醜聞や、2人の恋愛関係を疑う噂を引き起こした。
こうした風説に対して二人が考えたと言われる対抗策は、誰かほかの女性を王のダミーの求愛相手として立てることだった。その候補としてマダム自らが選んだ三人の若い女性のうちの一人がルイーズである。ショワズ修道僧は、17歳の汚れなきルイーズが『非常に美しい肌、ブロンドの髪、青い目、甘い笑顔...表情は柔らかで穏やかだった。』と記している。彼女の片脚はもう一方の脚より短かったため、ルイーズは特別に作られたかかとの靴を履いていた。

### 愛妾

ルイ14世

王の愛妾となるまで、彼女はわずか2ヶ月間フォンテーヌブローにいただけだった。最初、ルイーズは、ルイ14世とオルレアン公爵夫人ヘンリエッタとの危険な浮気から周囲の注意をそらすためにいたのである。しかし、ルイーズはルイ14世とすぐに恋に落ちた。これはルイーズの初めての真剣な愛であった。彼女は純粋で信仰が篤く、始めからルイに対して思わせぶりな行動をとったのでもなければ、秘密の関係となるのに自ら興味を示したのではないことが伝えられている。彼女は浪費家ではなく、自らの置かれた状況から得られるであろう金や称号に関心がなかった。ただ、王の愛を求めた。
ニコラ・フーケがルイーズに賄賂を贈ると、王はフーケがルイーズに横恋慕して奪おうとしていると勘違いしたため、この一件におけるニコラ・フーケの詮索好きが、彼の不遇の原因となった。
1662年2月、ルイーズと王は対立した。王が直接問いただしたにもかかわらず、ルイーズはアンリエットとギーシュ伯の情事について、王に話すことを拒んだのである。このことと同時期に、ジャック＝ベニーニュ・ボシュエはダビデ王の寓話を用いて、王の不道徳な振る舞いを非難する一連の説教を行って、敬虔な少女の良心を苦しめた。彼女はシャイヨの修道院に逃れた。ルイ14世はルイーズを迎えに行き、宮廷へ戻るよう説得した。ルイーズの敵の1人で、ジュール・マザラン枢機卿の姪にあたる、ソワソン伯爵夫人オランプ・マンシーニは、ルイ14世妃マリー・テレーズ・ドートリッシュの耳に、ルイ14世とルイーズの密通を教えて、ルイーズの凋落を演出しようとしていた。
ルイーズは初めての妊娠でアンリエットの女官としての勤めから外され、パレ・ロワイヤルに預けられた。1663年12月19日、ルイーズは息子シャルルを出産し、赤ん坊は直ちにサン＝ルーへ連れて行かれ、ジャン＝バティスト・コルベールの忠実な2人の召使に与えられた。出産に立ち会ったブーシェ医師によって準備され、赤ん坊の移動が秘密にされたにもかかわらず、出産の一件はたちまちパリに広まった。12月24日の深夜ミサで、教会に集まった人々はルイーズを嘲笑し、そのせいで取り乱したルイーズは教会から自宅へ逃げ帰ることとなった。

### 庶子たち

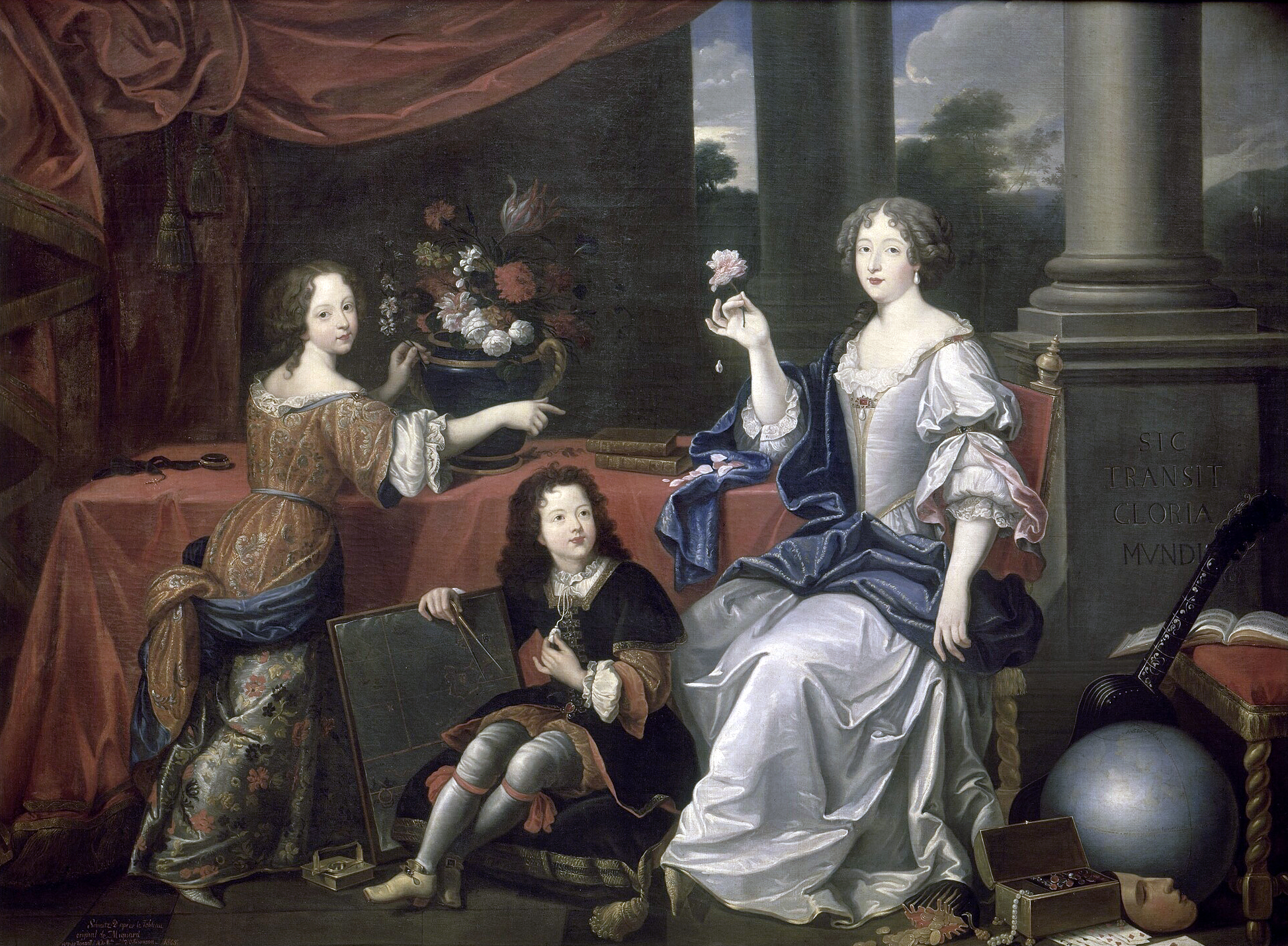
ルイーズ・ド・ラ・ヴァリエールと子供たち

ルイーズはルイ14世との間に6子をもうけたとされているが、成人したのは2人だけだった。
- 氏名不詳（1662年） - 流産したとみられる
- シャルル（1663年 - 1665年） - 夭折
- フィリップ（1665年 - 1666年） - 夭折
- 氏名不詳（1666年） - 出生後急死
- マリー・アンヌ・ド・ブルボン（1666年 - 1739年） - 父ルイ14世の認知後、ブロワ令嬢と呼ばれた。コンティ公ルイ・アルマン1世と結婚。血統親王（Prince du sang フランス王位継承権を持つ王族として、サリカ法典で明記されていた）であるコンティ公との結婚により、庶子として初めて公式に王女（Princesse）の称号を得た。
- ルイ・ド・ブルボン（1667年 - 1683年） - 初めて軍事遠征に参加した16歳のときに死亡。

- マリー・アンヌ・ド・ブルボン
- ヴェルマンドワ伯ルイ・ド・ブルボン

### 凋落

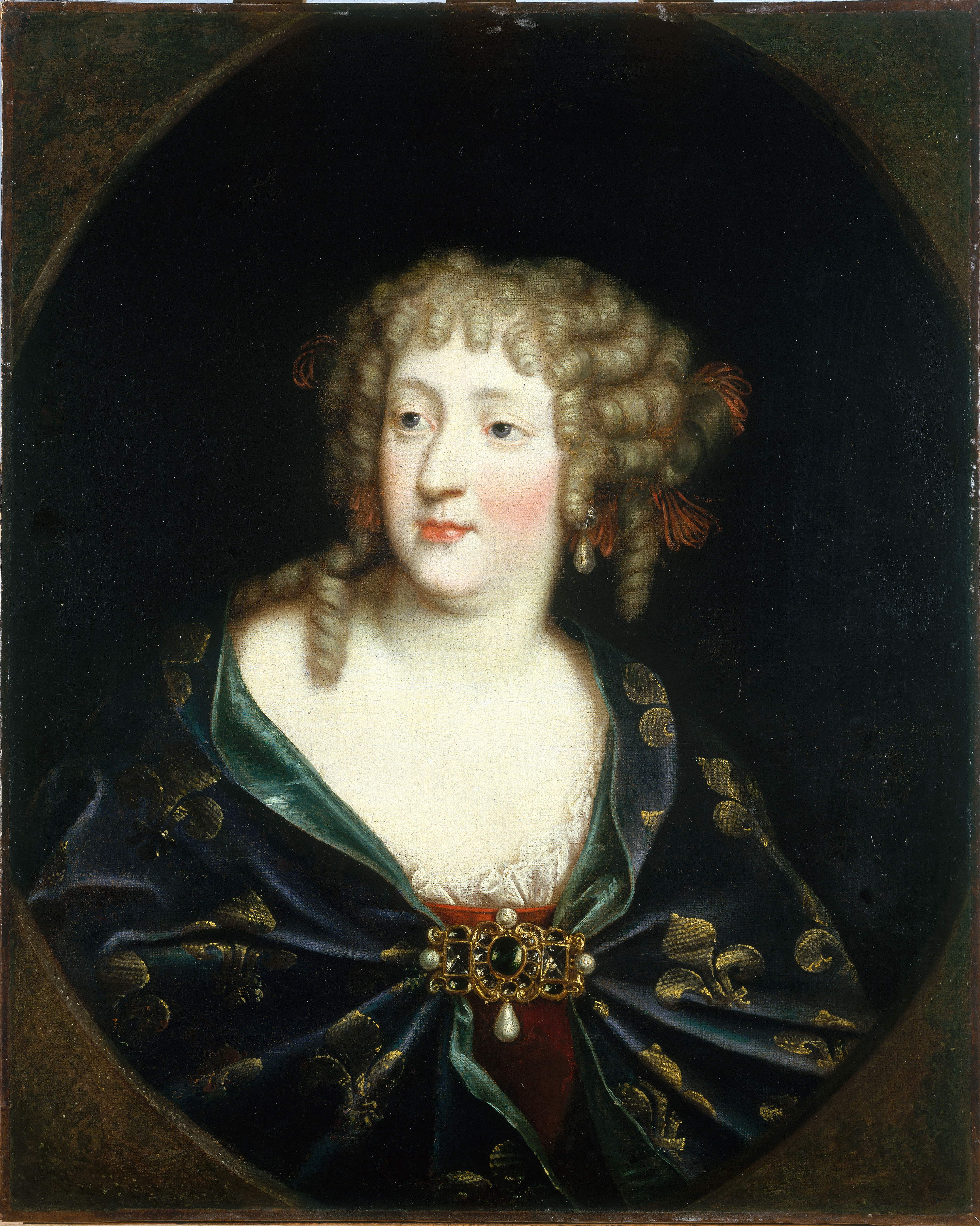
王妃マリー・テレーズ

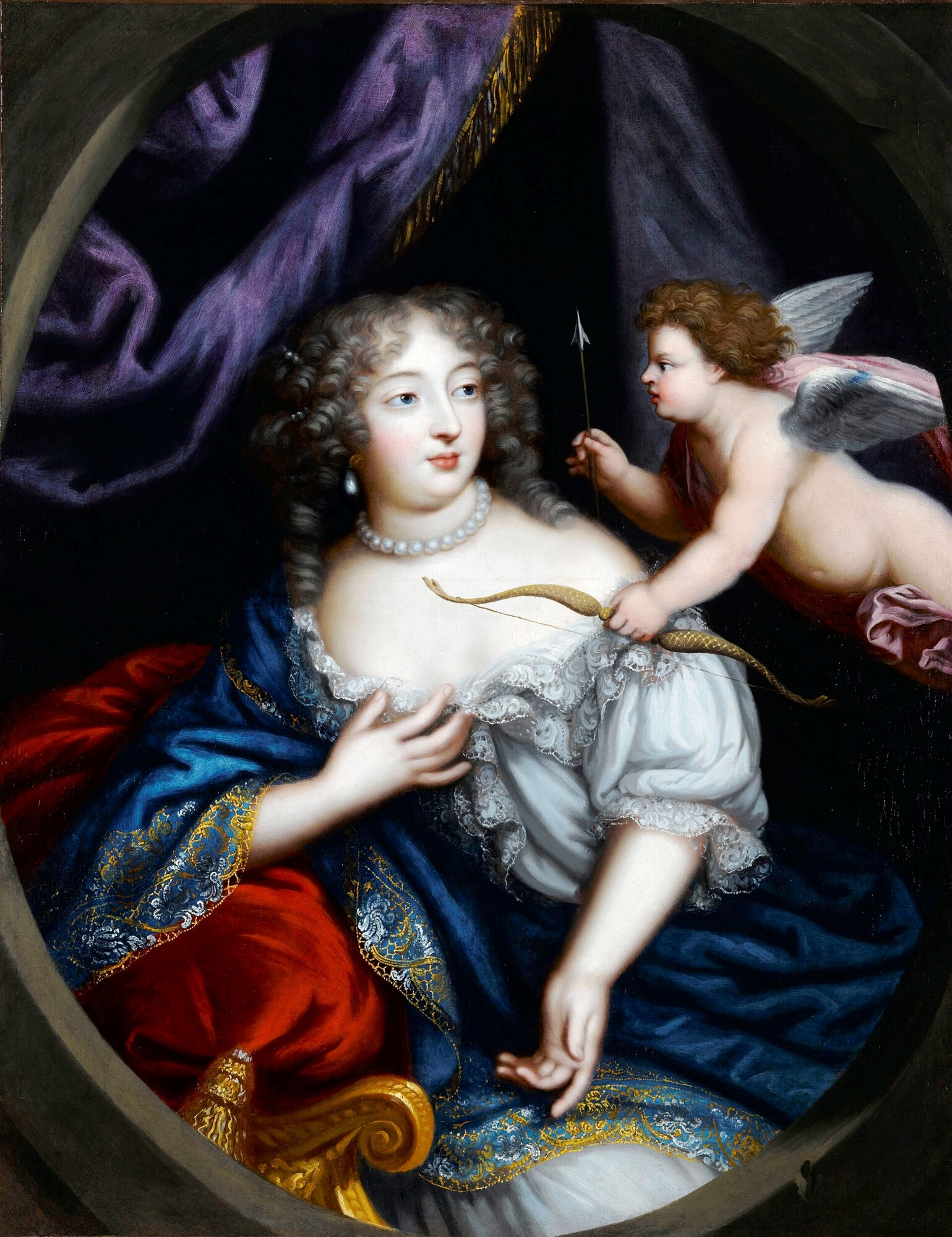
モンテスパン侯爵夫人

ルイーズが宮廷へ戻った後、秘められていた2人の関係は実質的に明らかにされた。王太后アンヌ・ドートリッシュの死後1週間ほどであった1666年1月20日、ルイーズは王妃マリー・テレーズと並んでミサに出席した。自らの行為を恥じ、ルイーズは王妃に対して謙虚にまた尊敬の念を持って接した。
出会ってから5年の月日が流れ、王の彼女への寵愛は薄れた。1665年に第2子フィリップを生んだが、第1子のシャルルとともに夭折した。1666年5月、ヴァンセンヌで女児を生んだ。1667年5月、パリ高等法院の特許状によって確認された、ルイ14世の認知した娘は、マリー・アンヌと名づけられ、ブロワ令嬢の称号を与えられた。ルイ14世はルイーズにも女公爵の称号を与え、ヴォージュールの領地を授けた。高位貴族としての高い特権を持つ女公爵として、ルイーズは王妃の前でもスツール（椅子）に着座することを許された。しかし、ルイーズは感銘を受けなかった。彼女は、自らの称号は退職した報労として召使に与えられたようなものだと言った。実際、彼女は正しかった。ルイーズの生んだ娘を認知し、自分との6年間をすごしたルイーズの愛情に見合った見返りを与えたというルイの説明は、別の言い方では豪華な別れの贈り物を意味していた。
1667年10月2日、ルイーズは第4子を生み、ルイと名づけられた。しかしこの時彼女に替わって王の愛情は、王妃からもルイーズからも信頼できる友とみられていたモンテスパン侯爵夫人フランソワーズ・アテナイスによって奪われていた（モンテスパン侯爵夫人が王の愛妾となった時、王妃もルイーズも懐妊中だった）。王とその宮廷が戦時中にある間、妊娠を口実にルイーズはヴェルサイユへ送られた。しかし、ルイーズは王の命令に従わず戻り、感情を抑えきれずにすすり泣きながら王の足元に身を投げ出した。

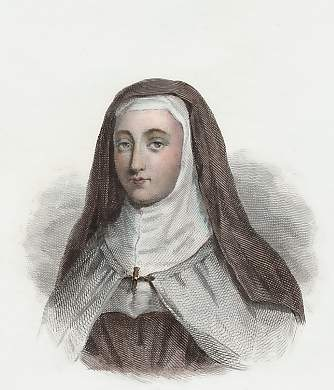
修道女となったルイーズ

モンテスパン侯爵夫人はルイーズを自らの化粧係にと要請し、ルイーズは文句も言わず従った。王がモンテスパン侯爵夫人と旅に出るときはいつも、彼はルイーズとモンテスパン侯爵夫人を王妃と同じ馬車に座らせた。モンテスパン侯爵夫人には夫がいたため、二人は重罪である姦淫の罪を犯していた（ルイーズと王の関係のように、不倫関係の一方が独身である場合、肉欲の関係は単なる不品行とみなされた。ルイーズはまさにこの理由のため、自らが偽装結婚することを拒否していた。）。
ルイーズは、1669年に生まれた王とモンテスパン侯爵夫人の第1子の名付け親となり、赤ん坊はルイーズと名づけられた。ルイーズは、自らが王とモンテスパン侯爵夫人の関係の目くらましとなっている状況を嫌って泣き、しばしば修道院へ入る許しを求めた。彼女は自責的になり、かつての愛人とその現在の公妾（モンテスパン侯爵夫人）と生活を共にすることを強いられることに対する重荷から、日々憔悴していった。
1671年、ルイーズは宮廷から出ようと、シャイヨのサント・マリー修道院の門を叩いたが、拒否されたため戻った。1674年、ブルダルー師（fr）やボシュエの助言で、ついにルイーズは戒律が厳しいことで知られるカルメル会のフォーブール・サン＝ジャック修道院 (fr ) への入門を許され、尼僧ルイーズ・ド・ラ・ミゼリコルド（Louise de la Miséricorde）と名乗ることになった。
ルイーズが宮廷を出る時、オルレアン公フィリップ1世の2度目の妃となっていたエリザベートが、ルイーズの娘マリー・アンヌと息子のルイを養育をすることになった。しかし、ルイは後に叔父フィリップ1世と彼の寵臣シュヴァリエ・ド・ロレーヌとの醜聞に巻き込まれ、国外追放され1683年にフランドルで死んだ。ルイと仲の良かった姉マリー・アンヌ、そして叔母エリザベートは彼の死で大きな衝撃を受けた一方、実の父親であるルイ14世は涙も流さなかった。王との過去の関係を、いまだ罪としてとらわれていたルイーズは、息子の死を伝え聞いてこう言った。
モンテスパン侯爵夫人はルイーズの修道院入りを阻止しようとして、スカロン夫人（後のマントノン侯爵夫人）を彼女の元に送った。スカロン夫人は、カルメル会修道院で予想される苦痛について十分に熟考したかルイーズに尋ねた。『私が修道院で苦しみに耐えなければならない時には、』とルイーズは答えた。『私は、ここで彼らが私を苦しめたことを思い出さなければならない。そして苦痛の全てが私には軽く思えるだろうから。』と。宮廷を去る日、ルイーズは王妃の足元に身を投げ出して許しを請うた。『私の罪を公衆の前に晒し、私の懺悔も公にしなければならないのです。』。
入門後にルイーズは、キスし祝福してくれた王妃自身から黒いヴェールを受け取り、最後の誓願を行った。王妃は既に、精神的な慰めと休息のために修道院で逗留する習慣があった。また、ボシュエやセヴィニエ侯爵夫人、ルイーズの息子の養い親であったオルレアン公爵夫人エリザベートも幾度か彼女を訪問した。興味深いことに、晩年、ルイ14世の寵愛を失ったモンテスパン侯爵夫人はルイーズの元へ出かけ、敬虔な生活をおくる上での助言を求めている。ルイーズは彼女を許し、神の恵みの神秘において助言した。
36年間の信仰生活の後、ルイーズは1710年に死去し、修道院の墓地に埋葬された。ルイ14世の愛妾としての暮らしで得たラ・ヴァリエール女公爵の称号は、遺産として娘マリー・アンヌが継承した。

## 参照
- Breton, Guy (1991). Histoires d'amour de l'histoire de France IV: Les favorites de Louis XIV. Presses de la Cité
- Herman, Eleanor (2004). Sex with Kings. New York: HarperCollins. ISBN 0060585439
- この記事にはアメリカ合衆国内で著作権が消滅した次の百科事典本文を含む: Chisholm, Hugh, ed. (1911). "La Vallière, Louise Françoise de". Encyclopædia Britannica (英語) (11th ed.). Cambridge University Press.